# Taisei Ichikawa
Taisei Ichikawa (japanisch 市川 泰誠 Ichikawa Taisei; * 21. Dezember 2000 in der Präfektur Osaka) ist ein japanischer Tennisspieler.

## Karriere
Zwischen 2014 und 2018 spielte Ichikawa auf der ITF Junior Tour. Dabei nahm er in seinem letzten Jahr dreimal an Grand-Slam-Turnieren teil, wo sein bestes Resultat im Einzel das Viertelfinale bei den US Open war. Im Doppel scheiterte er dreimal in der ersten Runde. Den größten Titel der Kategorie Grade 1 gewann er im Doppel beim J1 Nanjing. In der Junioren-Rangliste erreichte er mit Platz 36 seine höchste Notierung.
Bei den Profis spielte Ichikawa ab 2019 regelmäßig. Er schloss sein erstes Profijahr im Einzel und Doppel in den Top 1000 der Tennisweltrangliste ab. Die größte Überraschung im Einzel gelang ihm auf der ATP Challenger Tour, als er die Nummer 184 Enrique López Pérez besiegte und die dritte Runde in Kōbe erreichte. Anfang 2020 stieg er auf Platz 740 im Einzel, sein Karrierehoch. Nach einer pandemiebedingten Pause stieg er 2021 wieder ins Turniergeschehen ein, kam aber zunächst nicht an sein Vor-Corona-Niveau heran. 2022 erzielte er erste Erfolge auf der drittklassigen ITF Future Tour, auf der er die meiste Zeit spielte. Im Einzel zog er das erste Mal in eine Vorschlussrunde ein, während er im Doppel den ersten Titel gewann. In Yokohama schaffte er es zudem das erste Mal in ein Challenger-Halbfinale. 2023 steigerte er sich weiter. Sein erstes Einzelfinale verlor er. Im Doppel gewann er zwei weitere Titel. Der Höhepunkt der Saison war der erstmalige Einzug ins Hauptfeld eines ATP-Tour-Events. In Tokio erhielt Ichikawa zusammen mit Masamichi Imamura eine Wildcard für die Qualifikation. Dort gewannen sie beide Matches und gaben anschließend ihr Debüt im Hauptfeld, wo sie den Landsmännern Ben McLachlan und Yoshihito Nishioka unterlagen. Mit Platz 308 erreichte der Japaner im Oktober 2023 sein Karrierehoch im Doppel.

## Erfolge
| Legende (Anzahl der Siege) |
| Grand Slam                 |
| ATP Finals                 |
| ATP Tour Masters 1000      |
| ATP Tour 500               |
| ATP Tour 250               |
| ATP Challenger Tour (1)    |

### Doppel

#### Turniersiege
| Nr. | Datum          | Turnier | Belag     | Partner        | Finalgegner                    | Ergebnis         |
| --- | -------------- | ------- | --------- | -------------- | ------------------------------ | ---------------- |
| 1.  | 2. August 2025 | Astana  | Hartplatz | Kokoro Isomura | Francis Alcantara Park Ui-sung | 7:5, 2:6, [10:5] |